# Sciades maritima
Sciades maritima är en skalbaggsart som beskrevs av Cherepanov 1979. Sciades maritima ingår i släktet Sciades och familjen långhorningar. Inga underarter finns listade i Catalogue of Life.